# バーニョ・ア・リーポリ
バーニョ・ア・リーポリ（伊: Bagno a Ripoli）は、イタリア共和国トスカーナ州フィレンツェ県にある、人口約25,000人の基礎自治体（コムーネ）。

## 地理

### 位置・広がり

#### 隣接コムーネ
隣接するコムーネは以下の通り。
- フィエーゾレ
- フィレンツェ
- グレーヴェ・イン・キアンティ
- インプルネータ
- ポンタッシエーヴェ
- リニャーノ・スッラルノ

### 気候分類・地震分類
バーニョ・ア・リーポリにおけるイタリアの気候分類 (it) および度日は、zona D, 1854 GGである。
また、イタリアの地震リスク階級 (it) では、zona 3 (sismicità bassa) に分類される。

## 行政

### 分離集落
バーニョ・ア・リーポリには、以下の分離集落（フラツィオーネ）がある。
- Antella, Balatro, Capannuccia, Case San Romolo, Grassina, Ponte a Ema, Ponte a Niccheri, Rimaggio, Osteria Nuova, San Donato in Collina, Vallina, Villamagna

## 人物

### 著名な出身者
- ジーノ・バルタリ - 自転車競技選手